# Giuliano Sommerhalder
Giuliano Sommerhalder (* 16. Juli 1985 in Zürich) ist ein Schweizer Trompeter.

## Leben
Aufgewachsen in Astano und Como, schloss Giuliano Sommerhalder sein Trompetenstudium bei Pierluigi Salvi am Conservatorio Giuseppe Verdi mit Auszeichnung ab. Ausserdem studierte er bei seinem Vater Max Sommerhalder an der Hochschule für Musik Detmold und bildete sich bei Maurice André, Éric Aubier, Stephen Burns, Edward Carroll, Hans Gansch, Markus Stockhausen, Pierre Thibaud, James Thompson und anderen weiter.

## Tätigkeit
2006 bis 2011 war Giuliano Sommerhalder Solotrompeter im Gewandhausorchester Leipzig unter Riccardo Chailly. Von 2011 bis 2013 war er Solotrompeter unter Mariss Jansons beim Amsterdamer Concertgebouw Orchestra. Als Solist (auch auf der Barocktrompete) ist er in Europa, Amerika und Asien aufgetreten, mit Orchestern wie dem NDR Sinfonieorchester Hamburg, dem BBC Symphony Orchestra, dem Indianapolis Symphony Orchestra, dem Deutschen Symphonie-Orchester Berlin, dem Tonhalle-Orchester Zürich, der NDR Radiophilharmonie Hannover, dem Zürcher Kammerorchester, dem Münchener Kammerorchester, dem Litauischen Kammerorchester, den Moskauer Solisten, dem Kammerorchester Basel, dem MDR-Sinfonieorchester Leipzig, der Deutschen Radio Philharmonie Saarbrücken sowie den Sinfonieorchestern des tschechischen und des polnischen Rundfunks.

## Auszeichnungen
Giuliano Sommerhalder ist Preisträger des Musikwettbewerbs der ARD (München), des Maurice-André-Wettbewerbs (Paris), des Wettbewerbs „Prager Frühling“, des Timofei-Dokschizer-Wettbewerbs (Vilnius), des Trompetenwettbewerbs am Tschaikowsky-Konservatorium (Moskau), des Rundfunkwettbewerbs Concertino Praga und vieler weiterer Institutionen. 2008 wurde er in die Auswahl BBC Radio 3 New Generation Artists aufgenommen.